# Hypomicrogaster libanius
Hypomicrogaster libanius är en stekelart som beskrevs av Nixon 1965. Hypomicrogaster libanius ingår i släktet Hypomicrogaster och familjen bracksteklar. Inga underarter finns listade i Catalogue of Life.